# Síndrome fetal de metilmercurio

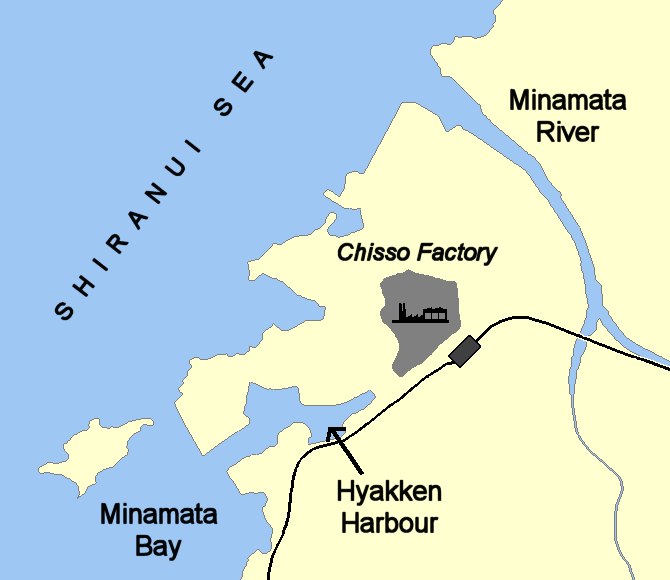
Mapa en inglés de la ubicación de la Empresa Chisso y su relación con el río y la bahía de Minamata, Japón.

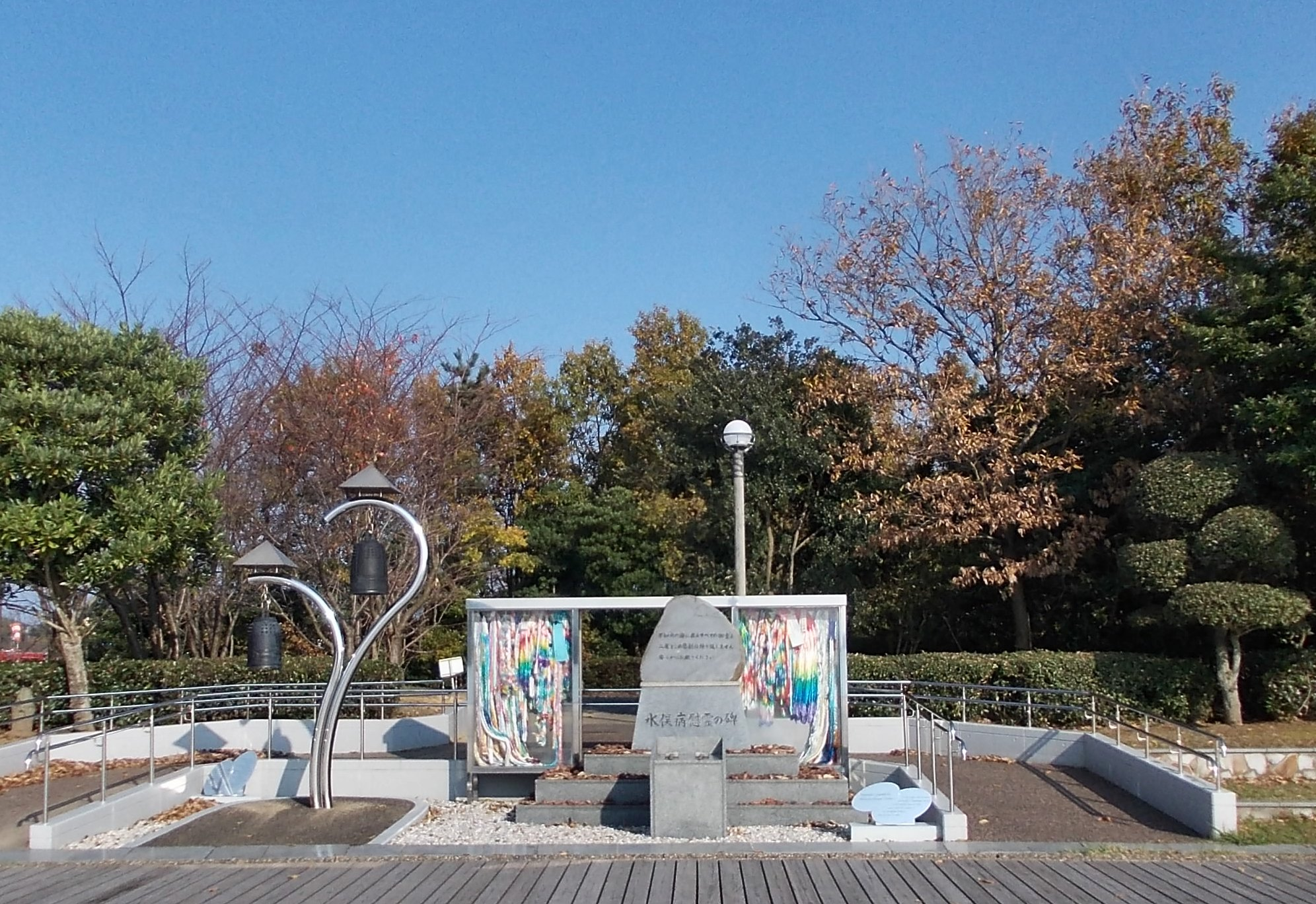
Monumento en recuerdo de las víctimas de la enfermedad. Ubicado junto al Parque Ecológico de Minamata, Minamata, Kumamoto, Japón

La enfermedad de Minamata (水俣病 Minamata-byō?) es un síndrome neurológico grave y permanente causado por un envenenamiento por mercurio. Los síntomas incluyen ataxia, alteración sensorial en manos y pies, deterioro de los sentidos de la vista y el oído, debilidad y, en casos extremos, parálisis y muerte.
La enfermedad de Minamata se denomina así porque la ciudad de Minamata, Japón, fue el centro de un brote de envenenamiento por metilmercurio en la década de 1950. En 1956, el año en que se detectó el brote, murieron aproximadamente 45 personas. Las mascotas y los pájaros del lugar mostraban síntomas parecidos.

## Historia
Entre 1932 y 1968 la empresa química Chisso producía acetaldehido y cloruro de vinilo, usando como catalizadores sulfato y cloruro de mercurio.
Entre 1953 y 1965 se contabilizaron 111 víctimas y más de 400 casos con problemas neurológicos. Madres que no presentaban ningún síntoma dieron a luz niños gravemente afectados.
En 1968, el gobierno japonés anunció oficialmente que la causa de la enfermedad era la ingestión de pescado y de marisco contaminado de mercurio provocado por los vertidos de la empresa petroquímica Chisso. Se calcula que entre 1932 y 1968, año en que cambió el proceso de síntesis por otro menos contaminante, se vertieron a la bahía 81 toneladas de mercurio.
Las víctimas no serían indemnizadas hasta 1996. El caso constituye uno de los llamados "cuatro grandes procesos" de la responsabilidad medioambiental en Japón. Su característica más importante radica en la admisión del uso de la prueba epidemiológica como prueba del nexo causal entre el consumo de los alimentos contaminados y la enfermedad. 
En el año 2001 se habían diagnosticado 2.955 casos de la enfermedad de Minamata. De ellos, 2.265 habían vivido en la costa del Mar de Yatsushiro. Los pacientes pueden solicitar compensaciones económicas y ayudas para los gastos médicos. Para reducir la preocupación de la gente, el gobierno japonés también ofrece exámenes médicos a los habitantes del área afectada.
El reportaje gráfico de W. Eugene Smith atrajo la atención del mundo hacia la enfermedad de Minamata.